# غرينهورن
غرينهورن (بالإنجليزية: Greenhorn, Oregon)‏ هي مدينة تقع في مقاطعة بيكر، أوريغون, مقاطعة غرانت، أوريغون بولاية أوريغون في الولايات المتحدة. تبلغ مساحة هذه المدينة 0.3 (كم²)، وترتفع عن سطح البحر 1922 م، بلغ عدد سكانها 0 نسمة في عام 2010 حسب إحصاء مكتب تعداد الولايات المتحدة.

## وصلات خارجية
- The US50 - Cities and Towns in Oregon State